# Công việc của Long Vương!
Công việc của Long Vương! (Nhật: りゅうおうのおしごと! Hepburn: Ryūō no oshigoto!) là một series light novel Nhật Bản về chủ đề Shogi, được viết bởi Shiratori Shirow (白鳥 士郎 Shiratori Shirō) và minh họa bởi Shirabi (しらび). SB Creative đã phát hành hai mươi tập từ năm 2015 dưới ấn hiệu GA Bunko. Một manga phỏng theo được Kogetaokoge vẽ và xuất bản trên tạp chí seinen manga Young Gangan của Square Enix từ năm 2015, và đã hoàn thành trong mười tập tankōbon. Một series anime truyền hình 12 tập được Project No.9 phát hành, lên sóng từ ngày 8 tháng 1 đến ngày 26 tháng 3 năm 2018. Tại Việt Nam, light novel được Tsuki Lightnovel mua bản quyền và phát hành.

## Cốt truyện
Kuzuryū Yaichi là một kỳ thủ Shogi tài năng, đã đoạt danh hiệu Ryūō (Long Vương) từ năm 16 tuổi. Sau chiến thắng đó anh bắt đầu xuống dốc, đến khi anh gặp Hinatsuru Ai, một cô bé 9 tuổi, đến xin anh nhận làm đệ tử. Ngạc nhiên trước tài năng của Ai, Yaichi đồng ý làm sư phụ của cô bé. Sau đó cùng với những người bạn và các đối thủ, hai người đã thử thách bản thân trong thế giới Shogi, nhưng mẹ của Ai đã ràng buộc một điều kiện rằng Yaichi phải cưới Ai nếu cô bé vẫn chưa có danh hiệu khi đã tốt nghiệp sơ trung.

## Nhân vật
Kuzuryū Yaichi (九頭竜 八一)
Lồng tiếng bởi: Uchida Yuuma
Nhân vật chính của truyện. Yaichi, 16 tuổi, đã thắng cuộc thi tranh danh hiệu Ryūō (Long Vương), và là Ryūō nhỏ tuổi nhất thời điểm hiện tại. Ban đầu anh bị danh hiệu của chính mình gây áp lực, tạo cho anh nhận thức rằng phải chơi sao cho "khỏi phải hổ thẹn" với danh hiệu đang có, khiến khả năng của anh bị xuống dốc. Anh bất ngờ trước tài năng và sự quyết tâm của Ai, cùng với cách tiếp tục chiến đấu và tìm cách chiến thắng của cô bé, những điều đó đã truyền cảm hứng cho anh. Anh thường bị nhầm là một lolicon (và bị gán những biệt danh "không được hay cho lắm" như "Loliking", "Loli Vương", "Long Vương rác rưởi") vì những tình cảm anh nhận được từ Ai và các cô bé, dù không biết gì về tình cảm thật sự họ dành cho anh.
Hinatsuru Ai (雛鶴 あい)
Lồng tiếng bởi: Hidaka Rina
Đệ tử đầu tiên của Yaichi, chín tuổi, là học sinh lớp 3. Cô là một cô bé vui tươi, rất có tài về Shogi, cũng là con gái của chủ một lữ quán lớn và nổi tiếng, từng là nơi diễn ra một số trận đấu chính thức. Cô bé gặp Yaichi lần đầu trong trận chung kết giành danh hiệu Ryūō, lúc đó dường như Yaichi đã hứa rằng sẽ thực hiện điều cô bé muốn, nếu anh thắng trận đó. Cô bé đã trốn nhà đi để trở thành đệ tử của Yaichi. Ban đầu cô được đồng ý cho làm đệ tử tạm thời cho đến hết kỳ nghỉ xuân. Cha mẹ cô bé đã cố gắng đem cô về nhà và lo ngại về sự ổn định cuộc sống của một nữ kỳ thủ chuyên nghiệp. Cô bé không hoàn thành được điều kiện để tiếp tục được làm đệ tử, nhưng Yaichi rất ấn tượng về những gì cô bé đã thể hiện, và anh đã xin cho cô được tiếp tục học. Anh thậm chí chấp thuận điều kiện rằng sẽ phải kết hôn với Ai và kế thừa lữ quán nếu cô bé vẫn chưa có được danh hiệu khi tốt nghiệp sơ trung. Cô "chiếm hữu" Yaichi cách đặc biệt và đôi khi thể hiện những đặc điểm của yandere. Trong Shogi, cách chơi của cô bé tập trung vào tàn cuộc và chủ yếu "gây khó chịu", tập trung tìm cách để tấn công.
Yashajin Ai (夜叉神 天衣)
Lồng tiếng bởi: Sakura Ayane
Đệ tử thứ hai của Yaichi, cũng chín tuổi và học lớp 3. Cô bé sống với người ông giàu có từ khi bố mẹ mất. Bố cô bé là một kỳ thủ nghiệp dư giỏi. Ông từng gặp Yaichi khi anh còn nhỏ, trong lúc đang có một trận đấu ra mắt với Meijin (Danh Nhân). Sau khi Yaichi chỉ ra nước đi có thể giúp bố Yashajin Ai chiếu hết, ông mong rằng một ngày nào đó Yaichi sẽ nhận con gái mình làm đệ tử, và Yaichi đã đồng ý. Cô bé thất vọng vì anh không nhớ bố mình, người luôn luôn ngưỡng mộ anh, nhưng cuối cùng anh xin cô làm đệ tử mình và cô đã chấp nhận. Cô bé là người rất kiêu hãnh và dễ thể hiện những đặc điểm của tsundere. Lối chơi Shogi của cô bé trái ngược với Hinatsuru Ai, biểu hiện ở sự tập trung sâu cho khai cuộc và sự minh mẫn cao độ trong cách đánh "phòng ngự", dựa trên việc giăng bẫy và phản công. Cách mà lối chơi của cô bé "bổ sung" cho Hinatsuru Ai là một phần lý do khiến Yaichi nhận thấy Yashajin Ai là một đối thủ tuyệt vời với Hinatsuru.
Sora Ginko (空 銀子)
Lồng tiếng bởi: Kanemoto Hisako
Bạn từ thời thơ ấu và là sư tỷ đồng môn của Yaichi, 14 tuổi. Được mệnh danh là Công chúa Bạch tuyết xứ Naniwa, cô được xem là nữ kỳ thủ tài năng nhất trong giới Shogi và là một trong số ít người đủ khả năng tham gia giải đấu Shogi chính thức như một kỳ thủ chuyên nghiệp cùng nam giới, hơn là một nữ kỳ thủ chuyên nghiệp trong giải đấu nữ. Dù trẻ hơn hai tuổi, Yaichi gọi Ginko là Sư tỷ vì cô nhập môn với thầy Kiyotaki trước anh. Cô chưa bao giờ tham gia giải đấu nữ nhưng tiếp tục theo đuổi Hiệp hội Shogi Nhật Bản, với ẩn ý rằng cô làm vậy là để theo đuổi chính Yaichi, dù vậy Yaichi vẫn không biết gì về cảm xúc của cô ấy. Dù không phải nữ kỳ thủ chuyên nghiệp, cô vẫn giữ danh hiệu Nữ vương.
Kiyotaki Keika (清滝 桂香)
Lồng tiếng bởi: Kayano Ai
Đồng môn của Yaichi và Ginko nhưng lớn tuổi hơn, cũng là con gái ruột của sư phụ. Cô tiến vào hiệp hội đào tạo để phấn đấu trở thành nữ kỳ thủ chuyên nghiệp từ năm mười tuổi. Khi 25 tuổi, cô sắp đến gần giới hạn độ tuổi để trở thành kỳ thủ chuyên nghiệp hoặc nữ kỳ thủ chuyên nghiệp, sự thật này thường gây cho cô rất nhiều áp lực. Cô đánh khá giỏi nếu cô dành thời gian thư giãn, nhưng cô vẫn thường có xu hướng rơi vào những nước đi cơ bản tiêu chuẩn và bị động khi đối thủ không đánh như tiêu chuẩn thường gặp.
Mizukoshi Mio (水越 澪)
Lồng tiếng bởi: Kubo Yurika
Một người bạn của Ai trong lớp huấn luyện.
Sadatō Ayano (貞任 綾乃)
Lồng tiếng bởi: Hashimoto Chinami
Một người bạn của Ai trong lớp huấn luyện.
Charlotte Izoard (シャルロット・イゾアール Sharurotto Izoāru)
Lồng tiếng bởi: Ogura Yui
Một người bạn của Ai trong lớp huấn luyện, bé gái 6 tuổi. Là học sinh lớp 1 của một trường cho người Pháp ở Kyoto, cô bé có tâm hồn ngây thơ trong sáng và nói chưa sõi tiếng Nhật. Yaichi thấy mình thường bị sự dễ thương của cô bé làm cho "choáng ngợp", khiến Ai rất ghen tị. Charlotte với Ayano theo học cùng một sư phụ. Charlotte mong anh nhận làm đệ tử. Yaichi từ chối nhưng để khỏi làm cô bé buồn, Yaichi cho phép cô bé trở thành "cô dâu" của anh. Mặc dù điều này đã tránh làm cô bé tổn thương, nhưng đôi lúc khiến anh rơi vào tình huống dở khóc dở cười khi cô bé khoe về "lời cầu hôn" trước người khác.
Hinatsuru Takashi (雛鶴 隆)
Lồng tiếng bởi: Mizuki Ichiro
Bố của Hinatsuru Ai và chồng của Akina. Vì ở rể sau khi kết hôn nên ông không thể làm trái lời vợ mình.
Hinatsuru Akina (雛鶴 亜希奈)
Lồng tiếng bởi: Horie Mitsuko
Mẹ của Hinatsuru Ai, vợ của Takashi và là chủ một lữ quán uy tín. Bà cố gắng ngăn Ai theo đuổi sự nghiệp Shogi, tỏ ra lo ngại về cuộc sống ổn định sau này của cô bé. Khi con gái bà không đáp ứng được yêu cầu của bà, bà đã cố đem cô bé về nhà. Nhưng sau đó bà đã bỏ qua và đồng ý lời thỉnh cầu xin nhận cô bé làm đệ tử của Yaichi, với điều kiện là, nếu cô bé không có ít nhất một danh hiệu trước khi tốt nghiệp sơ trung, Yaichi phải cưới Ai và kế thừa lữ quán.

## Phương tiện truyền thông

### Light novel
Series light novel được viết bởi Shiratori Shirow và được Shirabi minh họa. SB Creative đã phát hành hai mươi tập dưới ấn hiệu GA Bunko từ năm 2015. Một bản dịch tiếng Anh kỹ thuật số đã hoàn thành trực tiếp bởi BookWalker, thành viên của Kadokawa Corporation. Hai tập đã được phát hành từ năm 2017.

### Manga
Một manga phỏng theo của Kogetaokoge vẽ đã được tạp chí seinen manga Young Gangan của Square Enix xuất bản từ 2015, được hoàn thành trong mười tập tankōbon.

### Anime
Một series anime truyền hình phỏng theo của Project No.9 đã được công bố vào tháng 7 năm 2017. Series này do Yanagi Shinsuke đạo diễn, Shimo Fumihiko biên kịch và Yano Akane thiết kế nhân vật. Kawai Kenji sáng tác nhạc phim tại Nippon Columbia và series do Dreamshift sản xuất. Series được phát sóng từ 8 tháng 1 đến 26 tháng 3 năm 2018 với 12 tập. Machico thể hiện bài hát chủ đề mở đầu "Kore Kara" (コレカラ Từ giờ trở đi), Itō Miku thể hiện bài hát chủ đề kết thúc "Mamoritai mono no Tame ni" (守りたいもののために Dành cho những thứ tôi muốn bảo vệ).
| STT | Tiêu đề | Ngày phát sóng gốc  |
| --- | --- | ------------------- |
| 1 | "Oshikake Deshi" (押しかけ弟子 / tạm dịch: "Đệ tử không mời (A Disciple Storms In)")                                  | 8 tháng 1 năm 2018  |
| Kuzuryū Yaichi là một kỳ thủ shogi rất giỏi. Cô bé Hinatsuru Ai đã trốn nhà đến nơi anh ở với mong muốn trở thành đệ tử của anh. | |                     |
| 2 | "Deshi no Iru Nichijō" (弟子のいる日常 / tạm dịch: "Những ngày với đệ tử (Days with a Disciple)")                     | 15 tháng 1 năm 2018 |
| Yaichi đồng ý cho Ai làm đệ tử và bắt đầu huấn luyện Ai và các bạn mới của cô bé, đến khi cha mẹ Ai quyết định đưa cô bé về nhà. | |                     |
| 3 | "Kenshū-kai Shiken" (研修会試験 / tạm dịch: "Bài kiểm tra đầu vào của lớp huấn luyện (Training Group Entrance Exam)") | 22 tháng 1 năm 2018 |
| Để chứng minh mình có đủ khả năng để trở thành kỳ thủ shogi chuyên nghiệp, Ai thực hiện một bài kiểm tra trình độ và hứa sẽ thắng hết ba ván cờ với ba kỳ thủ khác nhau. Dù cô bé thất bại, nhưng nhờ lời cầu xin của Yaichi, cha mẹ cô cho phép cô bé làm đệ tử Yaichi, với một điều kiện bất ngờ.             | |                     |
| 4 | "Mōhitori no Ai" (もう一人のあい / tạm dịch: "Một Ai khác (The other Ai)")                                            | 29 tháng 1 năm 2018 |
| Yaichi được mời nhận Yashajin Ai, một cô bé bằng tuổi Ai, làm đệ tử. Nhận ra tiềm năng của cô bé, Yaichi đồng ý giúp huấn luyện cô bé nhưng không cho Ai biết, cho đến khi bí mật của anh bị phát hiện vì một cuộc gặp gỡ tình cờ.                                                                              | |                     |
| 5 | "Ten'imuhō" (天衣無縫 / tạm dịch: "Thiên Y Vô Phùng")                                                                 | 5 tháng 2 năm 2018  |
| Ai giận Yaichi khi phát hiện anh lén dạy Yashajin sau lưng mình. Một thời gian sau, Yashajin thực hiện một bài kiểm tra trình độ và khi đó đã có một ván đấu khốc liệt với Ai. | |                     |
| 6 | "Ōruraundā" (オールラウンダー / tạm dịch: "All-Rounder")                                                              | 12 tháng 2 năm 2018 |
| Để cải thiện kỹ năng, Yaichi tìm học một kỳ thủ kỳ cựu. Ông ta đồng ý dạy anh, đổi lại khi đó anh và Ai phải làm việc ở chỗ ông ta. | |                     |
| 7 | "Jussai no Watashi e" (十才のわたしへ / tạm dịch: "Gửi tôi năm mười tuổi (Dear 10-Year-Old Me)")                      | 19 tháng 2 năm 2018 |
| Keika không còn nhiều thời gian để thắng trong giải đấu chuyên nghiệp trước khi cô vượt qua độ tuổi quy định. Để chứng tỏ quyết tâm của mình, cô đặt cược mọi thứ của cô trong những trận đấu tiếp theo, nhưng đối thủ của cô không ai khác lại là hai cô bé Ai.                                                | |                     |
| 8 | "Hajimete no Taikai" (はじめての大会 / tạm dịch: "Giải đấu đầu tiên (First Tournament)")                              | 26 tháng 2 năm 2018 |
| Hai Ai tham gia giải đấu đầu tiên của họ, đây cũng là cơ hội thăng cấp cuối cùng của Keika trong giải đấu chuyên nghiệp. | |                     |
| 9 | "Hachigatsu Tsuitachi" (八月一日 / tạm dịch: "Ngày 1 tháng 8 (August First)")                                         | 5 tháng 3 năm 2018  |
| Đối thủ tiếp theo của Hinatsuru Ai trong giải đấu là Sainokami Ika, một kỳ thủ đáng sợ và ích kỷ, bị "ám ảnh" bởi Yaichi, và cô quả quyết rằng mình phải chiến thắng, vì một lý do đặc biệt. | |                     |
| 10 | "Supiningu Doragon" (スピニングドラゴン / tạm dịch: "Spinning Dragon")                                                | 12 tháng 3 năm 2018 |
| Trận đấu bảy ván của Yaichi với Meijin (Danh nhân) để tranh danh hiệu Ryūō bắt đầu. Sau ba ván thua, Yaichi tuyệt vọng và bắt đầu lo lắng cho sự nghiệp của anh và Ai, dẫn đến việc anh đưa ra một quyết định dũng cảm.                                                                                         | |                     |
| 11 | "Kotobuki" (寿 / tạm dịch: "Lời chúc tốt lành nhất (Best Wishes)")                                                    | 19 tháng 3 năm 2018 |
| Để chuẩn bị cho ván đấu tiếp theo, Yaichi tự nhốt mình trong nhà và lánh mặt mọi người xung quanh, cho đến khi anh nghỉ ngơi và xem trận đấu quyết định của Keika để tham gia giải đấu chuyên nghiệp. Anh đã phải ngạc nhiên về những gì trận đấu thể hiện.                                                     | |                     |
| 12 | "Saigo no Shinpan" (最後の審判 / tạm dịch: "Phán quyết cuối cùng (The Final Judgment)")                               | 26 tháng 3 năm 2018 |
| Ván tiếp theo của Yaichi đối đầu với Meijin kết thúc với một lỗi kép (double foul) và trận tái đấu đã được bắt đầu ngay sau đó. Khi đấu với kỳ thủ mạnh nhất từ trước đến giờ, Yaichi tận dụng tất cả những kinh nghiệm anh có được với bạn bè để rồi cuối cùng đi những nước đi đột phá và giữ vững danh hiệu. | |                     |

## Đón nhận
Bộ light novel đứng đầu bảng xếp hạng năm 2017 theo sách hướng dẫn light novel thường niên Kono Light Novel ga Sugoi! của Takarajimasha, trong thư mục bunkobon. Nó cũng đứng đầu bảng xếp hạng vào năm 2018.